# Українсько-австралійські відносини
Українсько-австралійські відносини — двосторонні відносини між Україною і Австралією.

## Історія
26 грудня 1991 Австралія заявила про визнання всіх держав-засновниць СНД. Дипломатичні відносини між Україною та Австралією були встановлені 10 січня 1992 року шляхом обміну нотами між МЗС України та Посольством Австралії в РФ.  З вересня 1992 року в Києві діяло Почесне консульство Австралії. З 1993 року в Австралії діяло Почесне консульство України в Мельбурні.
Посольство України в Австралії було засноване 14 квітня 2003 року. До січня 2015 року Посольство Австралії в Польщі було акредитоване в Україні за сумісництвом. В лютому 2015 року в Києві відкрито Посольство Австралії в Україні.

### Найважливіші події
- Офіційний візит в Австралію парламентської делегації на чолі з Головою ВРУ (листопад 1992 року).
- Офіційний візит в Україну парламентської делегації на чолі зі Спікером Палати Представників Парламенту Австралії (червень-липень 2004 року).
- Візит Спеціального посланника Прем'єр-міністра Австралії в Україну (березень 2012 року).
- Двосторонні зустрічі міністрів закордонних справ України та Австралії в рамках участі в роботі 47-ї сесії ГА ООН (вересень 1992 року), 52-ї сесії ГА ООН (жовтень 1997 року), 54-ї сесії ГА ООН (вересень 1999 року), 58-ї сесії ГА ООН (вересень 2003 року), Лондонської конференції по Афганістану (січень 2010 року), в штаб-квартирі ООН у Нью-Йорку (травень 2010 року), Мюнхенської конференції з питань політики безпеки (лютий 2011 року), Ради Міністрів ОБСЄ у Вільнюсі (грудень 2011 року).
- 22 липня — 10 серпня та 12-14 серпня 2014 р. — робочі візити А. Х'юстона, Спеціального посланника Прем'єр-міністра Австралії із розслідування катастрофи рейсу МН17
- 24-25 липня та 27 липня — 1 серпня 2014 р. — робочі візити в Україну Міністра закордонних справ Австралії Дж. Бішоп
- 10-12 грудня 2014 р. — державний візит Президента України П.Порошенка до Австралії
- В липні 2012 року Уряд Австралії здійснив внесок до Чорнобильського фонду «Укриття» ЄБРР в розмірі 1 млн євро за підсумками участі у 2011 році в Київському саміті з питань безпечного та інноваційного використання ядерної енергії
- 15 травня 2014 року створена Парламентська група Австралія — Україна 44-го Парламенту Австралії під гаслом «На підтримку демократії в Україні!». До її складу входить 27 депутатів Парламенту Австралії[2].
- 3 липня 2022 року на тлі повномасштабної російської агресії проти України відбувся перший в історії візит Прем'єр-міністра Австралії (Ентоні Албанізі) до України[3].
- 22 серпня 2024 року Australia Post випустила марку на підтримку України[4]

## Тютюнова суперечка
У 2012 році Україна почала спір з Австралією в рамках Світової організації торгівлі (СОТ) щодо прийняття останньою законодавства про уніфіковане пакування тютюнових виробів, яке передбачає однаковий вигляд пачок цигарок різних виробників.
За оцінками торговельних дипломатів та юристів, дане рішення було направлено не на захист українських виробників, а було прийнято заради однієї з транснаціональних тютюнових компаній.
28 травня 2015 року Мінекономрозвитку направило до СОТ повідомлення про припинення участі у розгляді даної суперечки, так як українські виробники не експортують тютюнові вироби до Австралії.
4 червня 2015 року Мінекономрозвитку остаточно повідомило про припинення суперечки з Австралією щодо уніфікованого пакування тютюнових виробів. Таке рішення було прийнято після детального вивчення обставин скарги України до Австралії в рамках Світової організації торгівлі (СОТ) та спілкування із ключовими зацікавленими сторонами.

## Торгівля
Австралія є ключовим торговельним партнером України в Океанії.
Експорт товарів з України за 9 місяців 2024 р. склав 12,114 млн дол., імпорт в Україну – 104,528 млн дол. Негативне сальдо становить 92,414 млн дол.
Структура експорту товарів:
- яхти та інші плавучі засоби – 2289 млн дол. (18.9% від загального експорту);
- насоси,компресори та вентилятори; витяжні ковпаки чи шафи з вентилятором - 2276 (18.8%);
- олії – 1782 (14.71%).

Структура імпорту товарів:
- вугілля кам'яне, антрацит – 90333 млн дол. (86.42% загального імпорту),
- пристрої ортопедичні; пристрої для лікування переломів; штучні частини тіла; слухові апарати – 1568 (1.5%),
- вина виноградні; сусло виноградне – 1457 (1.39%).[6]